# Mil ilusiones
Mil Ilusiones es el undécimo tema del LP Progresar y el segundo del LP Dame Tu Voz de la banda de Hardcore melódico Shaila. También es reconocida debido a que muchos fanes se sienten identificados con la canción.

## Análisis
La canción trata sobre cómo la gente se limita a lo que es "normal" para la sociedad de hoy; si uno tiene pensamientos distintos, los "normales" lo consideran "anormal" y lo discriminan por ello.
Otro punto es el de no ser otro "producto del sistema", ya que si no sos uno más, sos mal visto. ("Se enjuicia el miedo a conocer y a parecer de otro lugar").
También afirma que la sociedad está tan obsesionada con parecer "normal" que ya dejaron de ser "normales". ("¿Quién necesita ser normal, donde ya nadie es real?").
Además dice que si uno es feliz está bien aunque parezca anormal, siempre y cuando no se deje llevar por el conformismo de la sociedad.